# Cabeço Verde (Praia do Norte)
O Cabeço Verde é uma elevação portuguesa localizada próxima da freguesia açoriana da Praia do Norte, concelho da Horta, ilha do Faial, arquipélago dos Açores.
Este acidente geológico encontra-se geograficamente localizado no mesmo sistema de fraturas geológicas do Vulcão dos Capelinhos e encontra-se intimamente relacionado com a falha que deu forma ao longo dos milénios ao surgimento de grande quantidade de bagacinas nesta parte da ilha.
Esta elevação encontra-se assim numa zona abundante em bagacinas entre Cabeço do Fogo e o Cabeço dos Trinta.
Esta formação geológica localiza-se a 565 metros de altitude acima do nível do mar.